# Френк Фаріна
Френк Фаріна (англ. Frank Farina, нар. 5 вересня 1964, Дарвін) — австралійський футболіст італійського походження, що грав на позиції півзахисника. По завершенні ігрової кар'єри — тренер. Футболіст року в Океанії (1988).
Виступав, зокрема, за клуби «Брюгге», «Страсбур» та «Лілль», а також національну збірну Австралії.

## Клубна кар'єра

### Ранні роки
Навчався футболу в Австралійському інституті спорту (AIS). У дорослому футболі дебютував 1983 року виступами за команду «Канберра Сіті», в якій провів два сезони, взявши участь у 41 матчі Національної футбольної ліги. Згодом з 1985 по 1988 рік грав там же у складі команд «Сідней Сіті» та «Марконі Сталліонс», вигравши з першою командою Кубок НФЛ, а з другою сам чемпіонат, ставши найкращим гравцем та найкращим бомбардиром НФЛ у 1987 та 1988 роках, а в останньому з них ще й став найкращим футболістом Океанії.

### Виступи у Європі
Своєю грою за останню команду привернув увагу представників тренерського штабу бельгійського «Брюгге», до складу якого приєднався 1988 року. Відіграв за команду з Брюгге наступні три сезони своєї ігрової кар'єри. Більшість часу, проведеного у складі «Брюгге», був основним гравцем команди і одним з головних бомбардирів команди, маючи середню результативність на рівні 0,57 гола за гру першості, вигравши титул чемпіон Бельгії 1989/90, а також Кубок Бельгії 1990/91 та Суперкубок Бельгії 1990 та 1991 років. Крім цього Фаріна став найкращим бомбардиром чемпіонату та найкращим іноземним гравцем в сезоні 1989/90.

Френк Фаріна під час виступів за «Барі». 1991 рік.

У 1991 році його придбав «Барі» за 3 мільярди лір. Фаріна став першим австралійським футболістом, який дебютував у італійській Серії А, втім після зміни тренера, коли команду очолив поляк Збігнев Бонек Фаріна втратив місце в команді і у січні 1992 року був відданий в оренду в англійський «Ноттс Каунті», але і там на поле виходив вкрай рідко.
Його кар'єра частково пожвавилася у Франції, де Фаріна знову став забивати виступаючи спочатку за «Страсбур», а потім і «Лілль». Тренерським штабом обох клубів розглядався як гравець «основи» і за три сезони забив 20 голів у вищому французькому дивізіоні.

### Завершення кар'єри
Після цього Фаріна повернувся на батьківщину і протягом 1995—1998 років захищав кольори клубу «Брісбен Страйкерс», де з 1996 року був граючим тренером і 1997 року став чемпіоном Австралії, а завершив ігрову кар'єру у команді «Марконі Сталліонс», де теж був граючим тренером у сезоні 1998/99.

## Виступи за збірні
1983 року залучався до складу молодіжної збірної Австралії, з якою був учасником молодіжного чемпіонату світу в Мексиці, на якому забив гол, але його команда не вийшла з групи.
1984 року дебютував в офіційних матчах у складі національної збірної Австралії. У 1988 році Фаріна взяв участь в Олімпійських іграх в Сеулі. У турнірі Австралія дійшла до чвертьфіналу, де програла майбутньому переможцю СРСР (0:3). Протягом кар'єри у національній команді, яка тривала 12 років, провів у її формі 37 матчів, забивши 10 голів.

## Кар'єра тренера

### Робота граючим тренером
У своєму останньому сезоні як гравця, 1995/96, Фаріна забив 20 голів у 20 матчах чемпіонату за «Брісбен Страйкерс», ставши другим найкращим бомбардиром турніру після Дейміана Морі (31 гол). Після цього команду покинув головний тренер і команді потрібен був новий керманич. В результаті Фаріна став граючим тренером команди і привів «Страйкерів» до свого першого в історії титулу НСЛ в тому році, коли вони перемогли «Сідней Юнайтед» у Гранд-фіналі 2:0 (при цьому Фаріна забив перший гол) перед понад 40 000 вболівальниками. За це Фаріна був названий Тренером року в Австралії 1997 року.
Втім у наступному сезоні команда не змогла повторити результат і посіла третє з кінця місце, а Фаріна як граючий тренер забив лише 1 гол у 18 матчах В результаті Френк покинув команду і став граючим тренером клубу «Марконі Сталліонс». При цьому тренерська робота була домінуючою, Фаріна лише 2 рази виходив на поле, а як тренер дійшов з командою до півфіналу плей-оф, після чого остаточно завершив ігрову кар'єру і покинув клуб.

### Збірна Австралії
1999 року став головним тренером команди збірної Австралії. Першим його матчем була поразка 0:2 проти другої збірної Бразилії в Сіднеї, після чого він зіграв з нею ж внічию 2:2 в Мельбурні через 3 дні. Команда під керівництвом Фаріни виграла свій перший матч у лютому 2000 року, обігравши Угорщину (3:0) у Будапешті.
Того ж року Фаріна повіз команду на Кубок націй ОФК 2000 року у Французькій Полінезії, здобувши того року титул переможця турніру. Цей результат дозволив збірній поїхати на розіграш Кубка конфедерацій 2001 року в Японії і Південній Кореї. Там підопічні Фаріни сенсаційно вийшли з групи завдяки перемозі 1:0 над діючими чемпіонами світу та Європи збірної Франції, а потім у матчі за 3-тє місце обіграли з тим же рахунком діючих чемпіонів Південної Америки та віце-чемпіонів світу бразильців, здобувши таким чином бронзові нагороди турніру.
У тому ж році Австралія розпочала відбір на чемпіонат світу 2002 року. Там у першому матчі команда Фаріни здобула рекордну перемогу 22:0 над Тонгою, а вже у наступній грі побила історичний рекорд за кількістю голів у офіційному матчі збірних у грі проти Американського Самоа (31:0). В результаті вигравши свою групу, а потім перегравши у фіналі за сумою двох матчів Нову Зеландію (2:0, 4:1), австралійці вийшли у міжконтинентальний плей-оф проти Уругваю.
У перерві між цими матчами Австралія перемогла Мексику, Францію та Бразилію на Кубку конфедерацій. Ці результати посилили переконання, що команда може вийти і на чемпіонат світу. Це сподівання підсилила і перемога в домашній грі проти Уругваю (1:0), але Австралія зазнала невдачі у матчі-відповіді, програвши 0:3 і не змогли вийти на чемпіонат світу.
В результаті на Кубок націй ОФК 2002 року у Новій Зеландії Фаріна взяв команду, що складається з гравців, які виступали у чемпіонаті Австралії. Через це команда, обезкровлена великою кількістю футболістів, що виступали у Європі, у фіналі програла Новій Зеландії 1:0, здобувши «срібло». Втім вже на наступному розіграші, домашньому Кубку націй ОФК 2004 року, австралійці під керівництвом Фаріни основним складом повернули собі статус найкращої збірної Океанії. 
29 червня 2005 року Фаріна покинув збірну за «взаємною згодою» після того, як його команда програла всі три ігри на Кубку конфедерацій 2005 року у Німеччині. Його замінив голландець Гус Гіддінк, який на відміну від Фаріни зумів вивести збірну на чемпіонат світу 2006 року, перемігши в плей-оф все той же Уругвай в серії пенальті.

### Подальша кар'єра

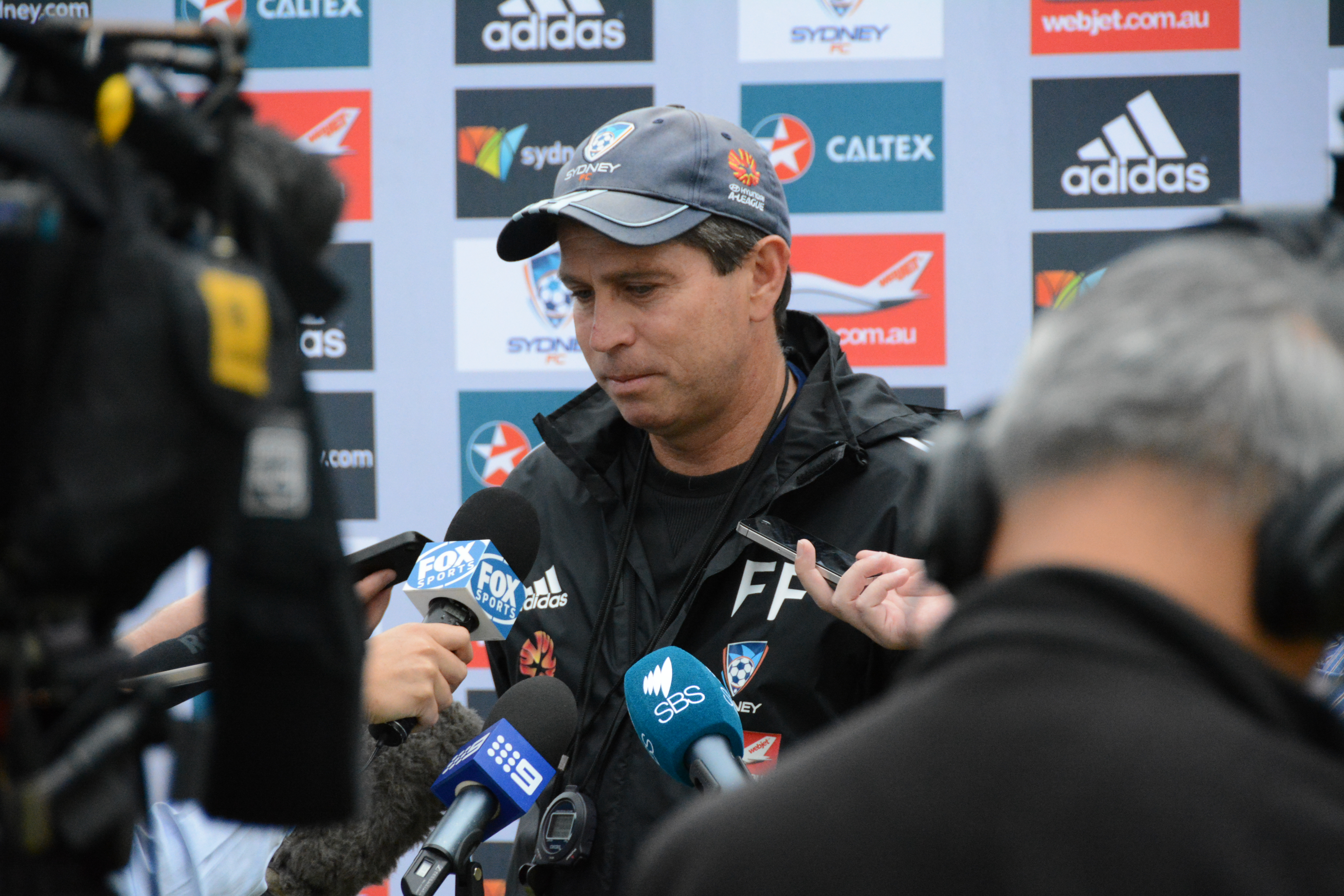
Френк Фаріна дає інтерв'ю як тренер «Сіднея». 9 січня 2014 року.

Після відходу зі збірної Фаріна обіймав посаду оглядача газет і часто проводив інтерв'ю про австралійський футбол на радіостанціях. Він також був радіо коментатором для кваліфікаційних матчів чемпіонату світу проти Уругваю.
15 листопада 2006 року Фаріна повернувся на роботу головним тренером в «Брісбен Страйкерс» після відходу Мірона Блейберга. Найкращим результатом Фаріни стало 3 місце в А-лізі у сезоні 2007/08 років. 11 жовтня 2009 року Фаріна був відсторонений від роботи через кермування в стані алкогольного сп'яніння і офіційно звільнений 14 жовтня.
12 лютого 2011 року Фаріна очолив тренерський штаб збірної Папуа Нової Гвінеї. Під його керівництвом збірна брала участь у Кубку націй ОФК 2012 року на Соломонових Островах, втім здобула лише 1 очко і не вийшла з групи. Незабаром після цього Френк покинув команду.
28 листопада 2012 року Фаріна був призначений головним тренером клубу «Сідней». Втім незважаючи на наявність у команді такої зірки як Алессандро Дель П'єро, сіднейський клуб не показував високих результатів і 23 квітня 2014 року Фаріну було звільнено. 

### Збірна Фіджі
Після звільнення з ФК «Сідней» Фаріна обійняв посаду технічного радника молодіжної збірної Фіджі, яка готувалась до першого у своїй історії молодіжного чемпіонату світу 2015 року. У січні 2015 року було оголошено, що Фаріна очолив команду і буде її готувати до турніру. На самому «мундіалі» Фіджі хоч і посіло останнє місце, але здобуло розгромну перемогу 3:0 над однолітками з Гондурасу.
Незабаром після цього у грудні Фаріна очолив національну збірну Фіджі., з якою у червні наступного року брав участь у Кубку націй ОФК 2016 року у Папуа Новій Гвінеї, а у серпні з олімпійською командою брав участь на літніх Олімпійських іграх 2016 року в Бразилії. На обох турнірах фіджійці не зуміли вийти з групи, через що Фаріна був звільнений з усіх посад.

## Титули і досягнення

### Як гравця
«Брюгге»
- Ліга Жупіле: 1989/90
- Кубок Бельгії: 1990/91
- Суперкубок Бельгії з футболу: 1990, 1991

«Брісбен Страйкерс»
- Національна футбольна ліга: 1996/97

«Марконі Сталліонс»
- Національна футбольна ліга: 1988

«Сідней Сіті»
- Кубок Національної футбольної ліги: 1986

Австралія
- Переможець Молодіжного чемпіонату ОФК: 1982

### Як тренера
Збірна Австралії
- Володар Кубка націй ОФК: 2000, 2004
- Срібний призер Кубка націй ОФК: 2002

«Брісбен Страйкерс»
- Національна футбольна ліга: 1996/97

### Особисті
- Включений до Зали слави Федерації футболу Австралії[en] – 2001
- Футболіст року в Океанії: 1988
- Найкращий бомбардир чемпіонату Бельгії[en]: 1989/90
- Гравець року в НФЛ: 1987
- Гравець року в НФЛ: 1988
- Найкращий бомбардир чемпіонату Австралії: 1987 (16 голів)
- Найкращий бомбардир чемпіонату Австралії: 1988 (17 голів)